# Saint-Étienne-d'Albagnan
Saint-Étienne-d'Albagnan är en kommun i departementet Hérault i regionen Occitanien i södra Frankrike. Kommunen ligger i kantonen Olargues som tillhör arrondissementet Béziers. År 2022 hade Saint-Étienne-d'Albagnan 301 invånare.

## Befolkningsutveckling
Antalet invånare i kommunen Saint-Étienne-d'Albagnan
Referens:INSEE